# Vojak, Rijeka
Vojak (italienska: Casermetta) är ett lokalnämndsområde och stadsdel i Rijeka i Kroatien. Den helt urbaniserade stadsdelen är den till ytan näst minsta lokalnämndsområdet i Rijeka. 

## Geografi
Vojak gränsar till lokalnämndsområdena Krimeja i söder och sydväst, Bulevard i nordväst, Grad Trsat i norr, Gornja Vežica  i öster och Podvežica i sydöst.

## Byggnader (urval)
- Vladimir Gortans grundskola